# Lymire flavidorsia
Lymire flavidorsia är en fjärilsart som beskrevs av George Francis Hampson 1907. Lymire flavidorsia ingår i släktet Lymire och familjen björnspinnare. Inga underarter finns listade i Catalogue of Life.